# Route nationale 288 (Italie)
Pour les articles homonymes, voir Route 288.
La route nationale di Aidone 288 (SS 288) est une route nationale italienne qui tire son nom de la commune homonyme traversée.

## Itinéraire
La route prend son origine à la jonction de Jannarello, se détachant de la route nationale 192 à la frontière entre les communes de Paternò et Ramacca.
Après quelques kilomètres, le tracé traverse la rivière Dittaino, en continuant vers l'ouest, jusqu'à la jonction pour Ramacca. Après cette dernière, la route dévie vers le nord-ouest en direction de Castel di Judica, dont le hameau de Giumarra.
L'itinéraire se poursuit vers l'ouest et juste avant le lac Ogliastro (au km 26) le tronçon est gérée par la ville métropolitaine de Catane durant les sept prochains kilomètres jusqu'au carrefour pour Raddusa. Le tronçon sous la responsabilité de l'ANAS reprend (au km 31) dans la province d'Enna, peu après le pont sur la rivière Gornalunga. Elle atteint ensuite la localité d'Aidone et s'achève en rejoignant la route nationale 117 bis, non loin de Piazza Armerina.

### Parcours
| di Aidone |                                              |      |          |
| Type      | Indication                                   | ↓km↓ | Province |
|           | della Valle del Dittaino pour Palagonia      | 0,0  | CT       |
|           | Bivio Mulinazzo pour Ramacca                 | 13,5 | CT       |
|           | San Giuseppe pour Giumarra, Castel di Judica | 20,5 | CT       |
|           | pour Lac d'Ogliastro                         | 26,2 | CT       |
|           | Bivio Aidone pour Raddusa                    | 31,8 | CT       |
|           | Aidone                                       | 45,0 | EN       |
|           | Bivio Madonna della Noce Centrale Sicula     | 51,9 | EN       |